# جغرافیای بحرین

موقعیت بحرین در خلیج فارس

پادشاهی بحرین متشکل از جزیره بحرین و ۳۳ جزیره کم‌ارتفاع دیگر در نزدیکی کناره‌های جنوبی خلیج فارس در غرب آسیا است. بحرین در ساحل شمالی شبه جزیره عربستان واقع شده‌است. پایتخت بحرین منامه است.
عربستان سعودی در غرب خلیج بحرین قرار دارد و جزایر بحرین حدود ۲۴ کیلومتر از ساحل شرقی عربستان سعودی فاصله دارند. میان‌گذر ملک فهد به طول ۲۴ کیلومتر بحرین را به عربستان سعودی متصل می‌کند. شبه‌جزیره قطر در ۲۸ کیلومتری شرق بحرین جای گرفته‌است.
مساحت کل کشور حدود ۶۹۴ کیلومتر مربع و کوچک‌تر از کوچک‌ترین استان ایران است. از هفتصد کیلومتر مربع مساحت این کشور نزدیک به چهارصد کیلومتر مربع آن بیابانی است. جزیره بحرین حدود ۷۸ درصد از مساحت این پادشاهی را به خود اختصاص داده‌است که ۶۰۴ کیلومتر مربع را شامل می‌شود. طول آن از شمال به جنوب ۴۸ کیلومتر و در عریض‌ترین نقطه آن از شرق به غرب به ۱۶ کیلومتر کشیده شده‌است. این جزیره توسط چندین میدان نفتی بزرگ خاورمیانه احاطه شده‌است و دارای موقعیت راهبردی در میان خطوط کشتیرانی خلیج فارس است.
بحرین به «جزیره یک میلیون نخل» نیز شهرت داشته‌است. بحرین شامل سه شهر یا به عبارت بهتر سه جزیره اصلی منامه و محرق و ستره است و منامه یعنی بزرگ‌ترین این جزایر پایتخت آن به‌شمار می‌آید. در بحرین روستاهایی هم هست که در فاصله‌های نزدیک به یکدیگر قرار دارند. پنج جزیره از شش جزیره اصلی بحرین توسط جاده‌های آب‌گذر به هم متصل شده‌اند. یک میان‌گذر چهارخطه منامه را به جزیره و شهر محرق، محل فرودگاه بین‌المللی تازه‌توسعه‌یافته کشور، متصل می‌کند. پل‌ها همچنین جزایر ستره، نبیه صالح و ام‌النعسان را به جزیره بحرین متصل می‌کند که از طریق میان‌گذر ملک فهد به ظهران و خبر در خاک عربستان سعودی متصل می‌شود.
به دلیل وسعت کم بحرین مسئولان این کشور کوچک اقدام به پر کردن دریا و افزایش وسعت سرزمین خود کرده‌اند و با ساخت‌وسازهای هدفمند پیشرفت قابل توجهی داشته‌اند.

## جغرافیای فیزیکی

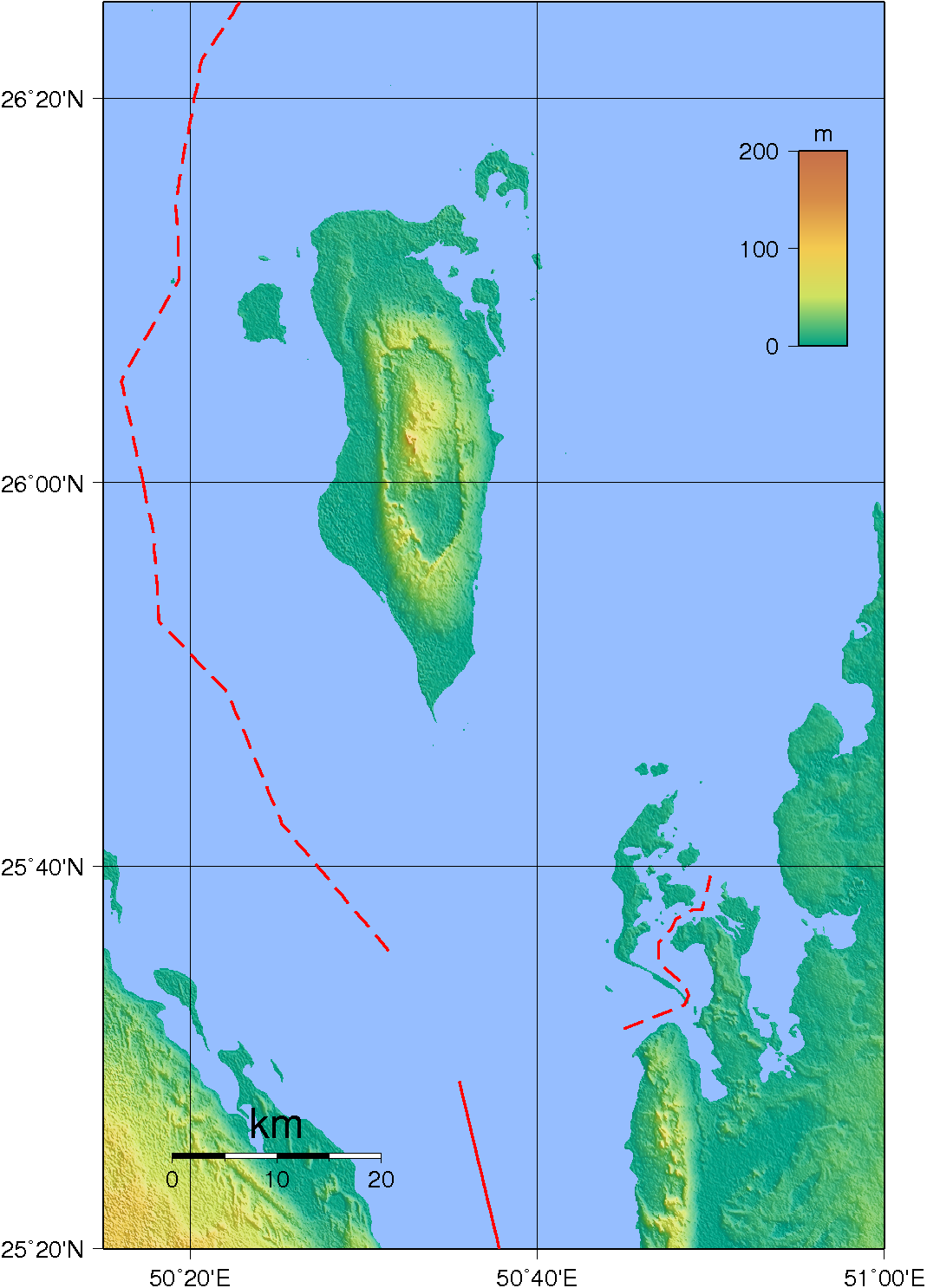
نقشه ناهمواری‌های بحرین.

پس از بازگردانده شدن جزیره جنان به قطر در مارس ۲۰۰۱، کشور بحرین از ۳۳ جزیره طبیعی در مجمع‌الجزایر بحرین تشکیل شده‌است. در پیرامون بیشتر کرانه‌های بحرین یک ورودی نسبتاً کم‌عمق از خلیج فارس وجود دارد که به خلیج بحرین معروف است. بستر دریا در مجاورت بحرین صخره‌ای است و عمدتاً در قسمت شمالی جزیره، توسط صخره‌های مرجانی گسترده پوشیده شده‌است. قسمت اعظم این جزیره بیابانی پست و بایر است.
اراضی بحرین نسبتاً مسطح است که از یک دشت بیابانی تشکیل شده‌است. نوار حاصلخیزی به عرض پنج کیلومتر در امتداد ساحل شمالی وجود دارد که در آن درختان خرما، بادام، انجیر و انار می‌رویند. بخش مرکزی جزیره اصلی بحرین یک بلندی کم‌ارتفاع دارد که تا ۱۳۴ متر، یعنی بالاترین نقطه جزیره، بالا می‌رود و جبل الدُخان (کوه دود) را تشکیل می‌دهد که به خاطر مه‌هایی که اغلب قله را پوشانده‌اند، این‌گونه نام‌گذاری شده‌است. بیشتر چاه‌های نفت کشور در مجاورت جبل الدخان واقع شده‌است. شهر، بندر و پایتخت اصلی کشور، مَنامه، در منتهی‌الیه شمال خاوری جزیره بحرین واقع شده‌است.
این کشور از دو گروه مجزا از جزایر تشکیل شده‌است که مجموعاً حدود ۵۰ کیلومتر از شمال به جنوب و ۱۶ کیلومتر از شرق به غرب امتداد دارند. جزیره بحرین هفت‌هشتم مساحت کل کشور را به خود اختصاص داده و توسط جزایر کوچکتری احاطه شده‌است. دو جزیره، یعنی محرق و ستره، هر دو در شمال شرق، با پل‌هایی به جزیره بحرین پیوستگی دارند که توسعه مسکونی و صنعتی را تسهیل کرده‌است. جزایر دیگر این گروه عبارتند از: نبیه صالح، المحمدیه (ام‌الصبان)، ام‌النعسان (مرتبط با میان‌گذر ملک فهد)، و جده. نبیه صالح شامل چندین چشمه آب شیرین است که برای آبیاری نخلستان‌های وسیع جزیره استفاده می‌شود. جزیره صخره‌ای جده زندان دولتی را در خود جای داده‌است.

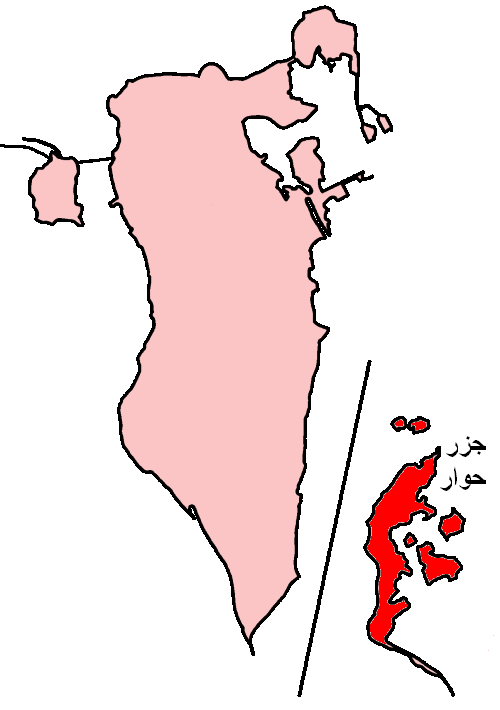
جزایر حوار در جنوب شرق بحرین.

گروه دوم شامل جزایر حوار است که در نزدیکی ساحل قطر، در حدود ۱۹ کیلومتری جنوب خاوری جزیره بحرین قرار دارند. حوار نوزده کیلومتر درازا و حدود یک و نیم کیلومتر پهنا دارد. جزایر دیگر خالی از سکنه و محل لانه‌سازی انواع پرندگان مهاجر هستند. جزیره حَوار و پانزده جزیره کوچک نزدیک آن موضوع مناقشه ارضی بین بحرین و قطر بوده‌است.اختلاف با قطر بر سر مالکیت این جزایر در سال ۲۰۰۱، زمانی که دادگاه بین‌المللی دادگستری آنها را به بحرین داد، حل شد. جزایر حوار کوچک و صخره‌ای هستند و تنها تعداد کمی ماهیگیر و کارگر معدن در آن زندگی می‌کنند، اما اعتقاد بر این است که ذخایر نفت و گاز طبیعی در آنها وجود دارد.

## آب‌وهوا
بحرین دارای آب و هوای خشک است. بحرین دو فصل دارد: تابستانی بسیار گرم و زمستانی نسبتاً معتدل. در ماه‌های تابستان، از آوریل تا اکتبر، دمای بعد از ظهر به‌طور متوسط ۳۹ درجه سانتی‌گراد است و می‌تواند در ماه‌های ژوئن و ژوئیه به ۴۶ درجه سانتی‌گراد برسد. ترکیب گرمای شدید و رطوبت زیاد، این فصل را ناخوشایند می‌کند. علاوه بر این، یک باد گرم و خشک جنوب غربی، که در محل به آن «باد قوس» می‌گویند، در تابستان به‌طور دوره‌ای گرد و غبار را از منطقه بایر جنوب بحرین به سمت منامه می‌برد.
دما در ماه‌های زمستان، از نوامبر تا مارس، معتدل و دامنه تغییر آن بین ۱۰ تا ۲۰ درجه سانتی‌گراد است. با این حال، رطوبت در زمستان اغلب به بالای ۹۰ درصد افزایش می‌یابد. از دسامبر تا مارس، بادهای غالب از شمال غربی، معروف به باد شمال، هوای نمناک را بر روی جزایر می‌آورد. در تمامی فصول سال، دمای روزانه در مجمع‌الجزایر بحرین بسیار یکنواخت است.
بحرین بارندگی کمی دارد. میانگین بارندگی سالانه ۱۷۲ میلی‌متر است که معمولاً محدود به ماه‌های زمستان است. هیچ رودخانه یا جویبار دائمی در هیچ‌یک از جزایر بحرین وجود ندارد. باران‌های زمستانی به‌طور مختصر و رگباری می‌بارد و خشکرودهای کم‌عمقی را که در بقیه سال خشک هستند پر می‌کند و مانع رفت‌وآمد می‌شود. مقدار کمی از آب باران برای آبیاری یا آشامیدن صرفه‌جویی می‌شود. با این حال، چشمه‌های طبیعی بی‌شماری در قسمت شمالی بحرین و جزایر مجاور وجود دارد. ذخایر آب شیرین زیرزمینی نیز در زیر خلیج فارس تا سواحل عربستان سعودی گسترش می‌یابد. از زمان‌های بسیار قدیم، این چشمه‌ها مهاجرانی را به گروه جزایر بحرین جذب کرده‌است. با وجود افزایش شوری، چشمه‌ها منبع مهم آب آشامیدنی بحرین هستند. از اوایل دهه ۱۹۸۰، اما کارخانه‌های آب‌شیرین‌کن حدود ۶۰ درصد نیاز روزانه آب ساکنان این کشور را تأمین می‌کنند.

## گیاهان و جانوران
در بیرون از مناطق زیر کشت، گل‌های بی‌شمار وحشی بیابانی ظاهر می‌شوند که بیشتر پس از باران قابل توجه است. در بحرین درختچه‌های بیابانی، علف‌ها و نخل‌های وحشی نیز یافت می‌شود. زندگی پستانداران محدود به موش دوپا،  آهو، خدنگ و خرگوش صحرایی است. ۱۴ گونه مارمولک و ۴ نوع مار خشکی‌زی نیز یافت می‌شود. حیات پرندگان متنوع است. چکاوک، توکای باغی، پرستو،  پرستودریایی بازدیدکنندگان مکرر هستند و ساکنان بحرین شامل بلبل، هدهد، طوطی و سسک می‌شود.

## محیط زیست
مشکلات زیست‌محیطی اصلی بحرین کمبود آب شیرین، بیابان‌زایی و آلودگی ناشی از تولید نفت است. رشد جمعیت و توسعه صنعتی میزان زمین‌های کشاورزی را کاهش داده و سطح آب را پایین آورده و سفره‌های زیرزمینی را در برابر آلودگی شور آسیب‌پذیر کرده‌است. در سال‌های اخیر، دولت تلاش کرده‌است استخراج آب‌های زیرزمینی را محدود کند (تا حدی با گسترش تأسیسات نمک‌زدایی آب دریا) و پوشش گیاهی را از فرسایش بیشتر محافظت کند.
بحرین منابع نفتی خود را به ضرر زمین‌های کشاورزی خود توسعه داده‌است. در نتیجه، زمین‌هایی که در غیر این صورت ممکن است مولد باشند، به تدریج با گسترش بیابان نابارور می‌شوند. آلودگی ناشی از تولید نفت با جنگ خلیج فارس و آسیب ناشی از آن به تأسیسات تولید نفت در منطقه خلیج فارس تسریع شد، که خلوص آب‌های ساحلی و زیرزمینی را تهدید کرد و به خطوط ساحلی، صخره‌های مرجانی و پوشش گیاهی دریایی از طریق نشت نفت و غیره آسیب رساند.

## نگارخانه

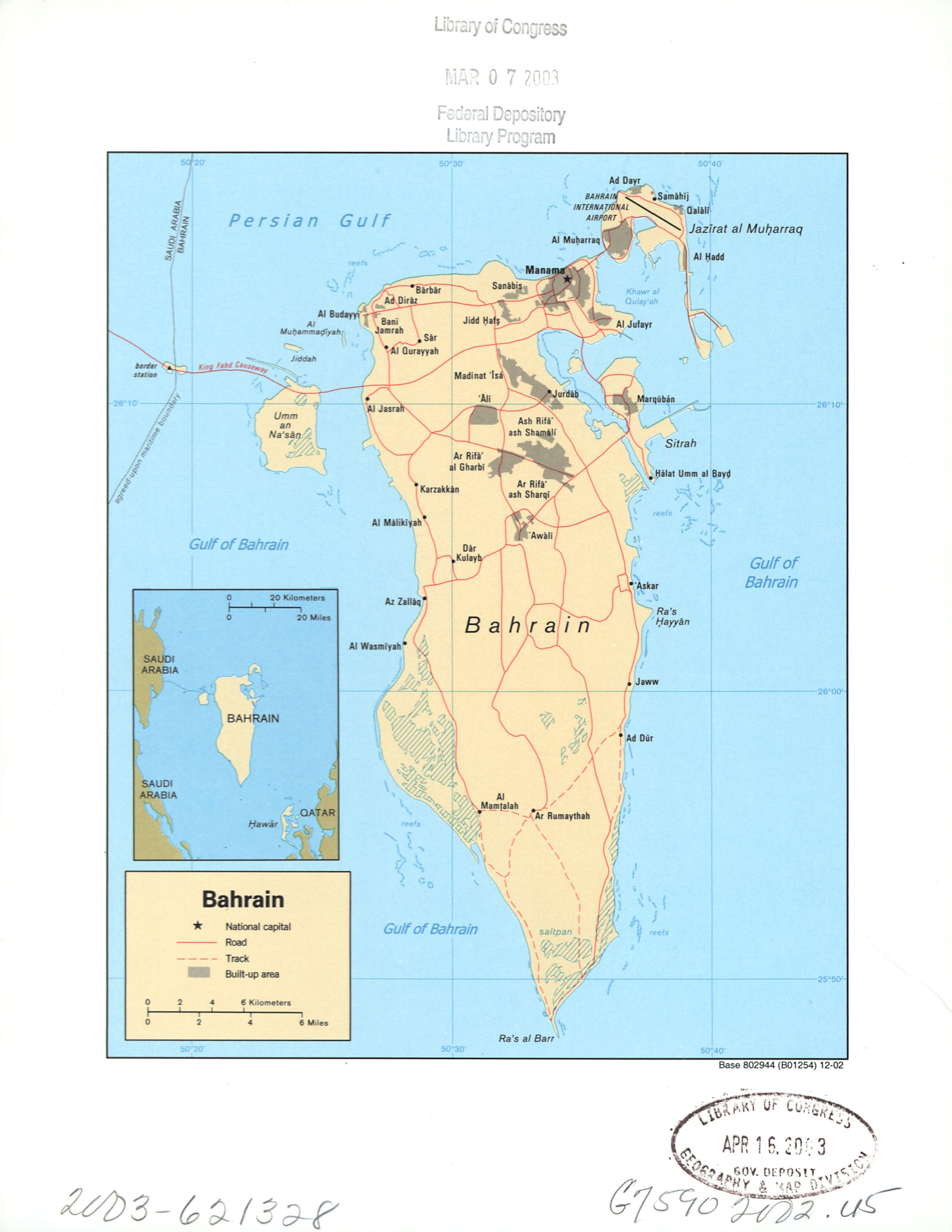
نقشه سیاسی بحرین
میان‌گذر ملک فهد
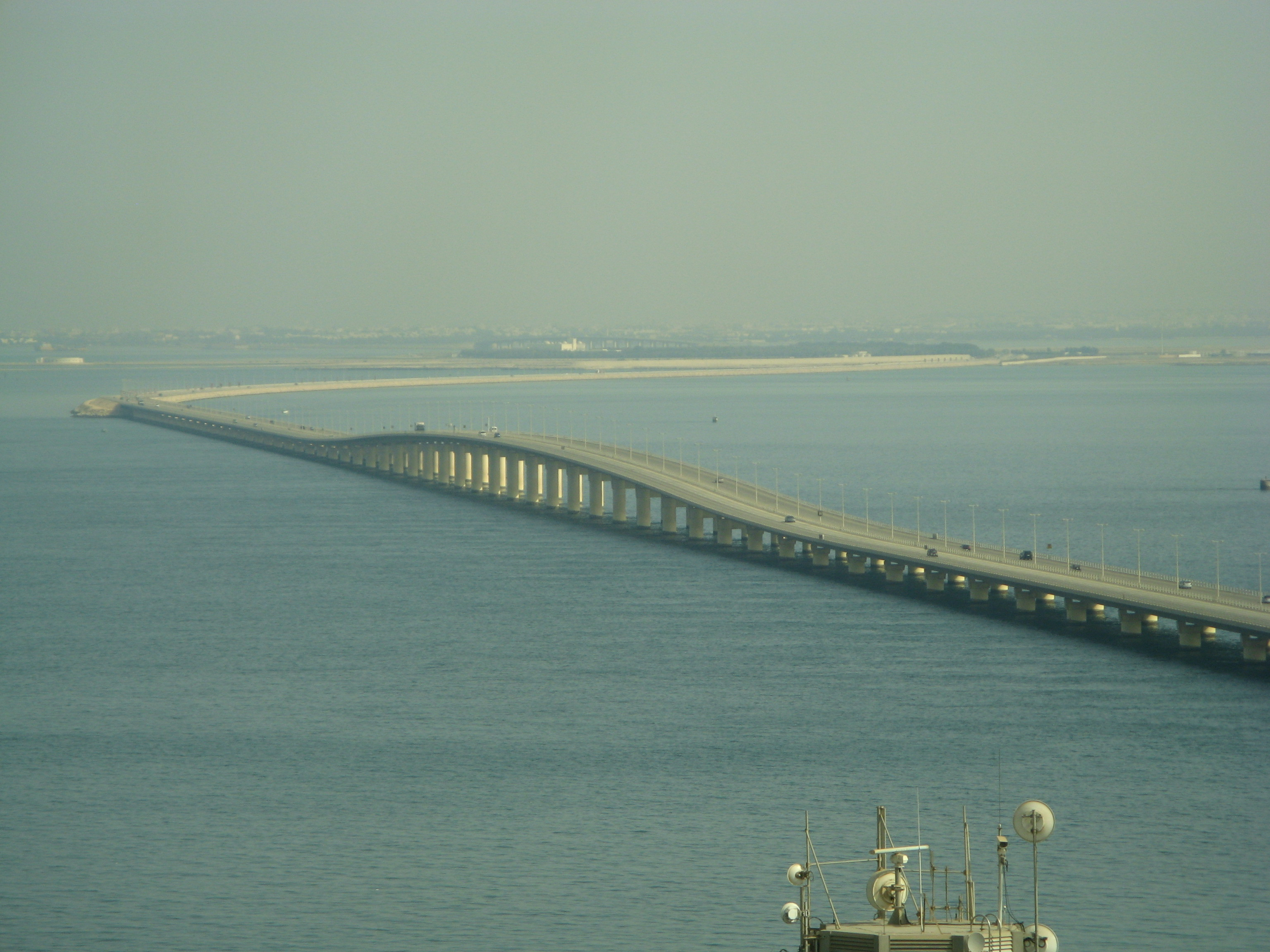
دیدی از میان‌گذر ملک فهد
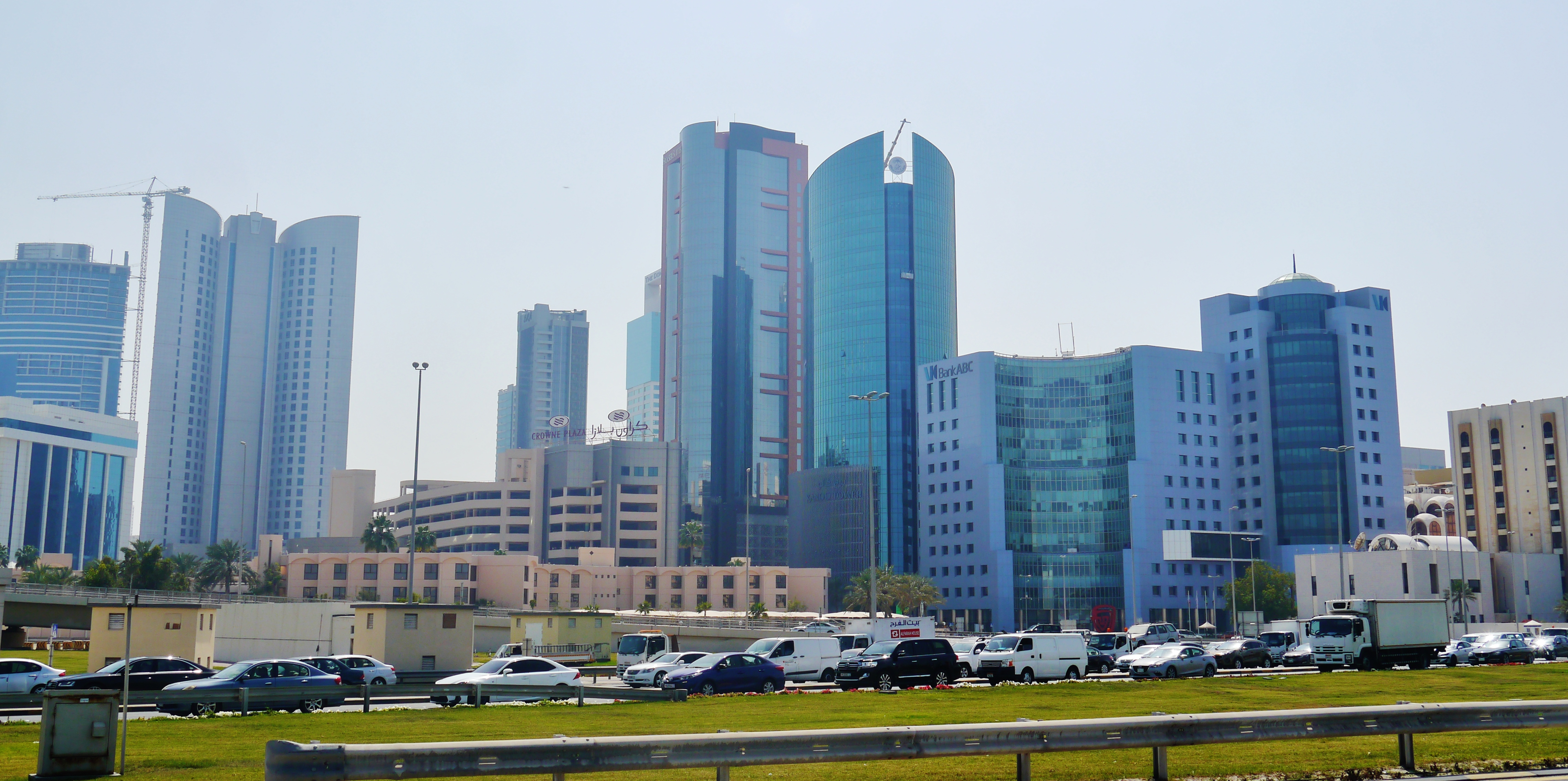
نمای شهر منامه
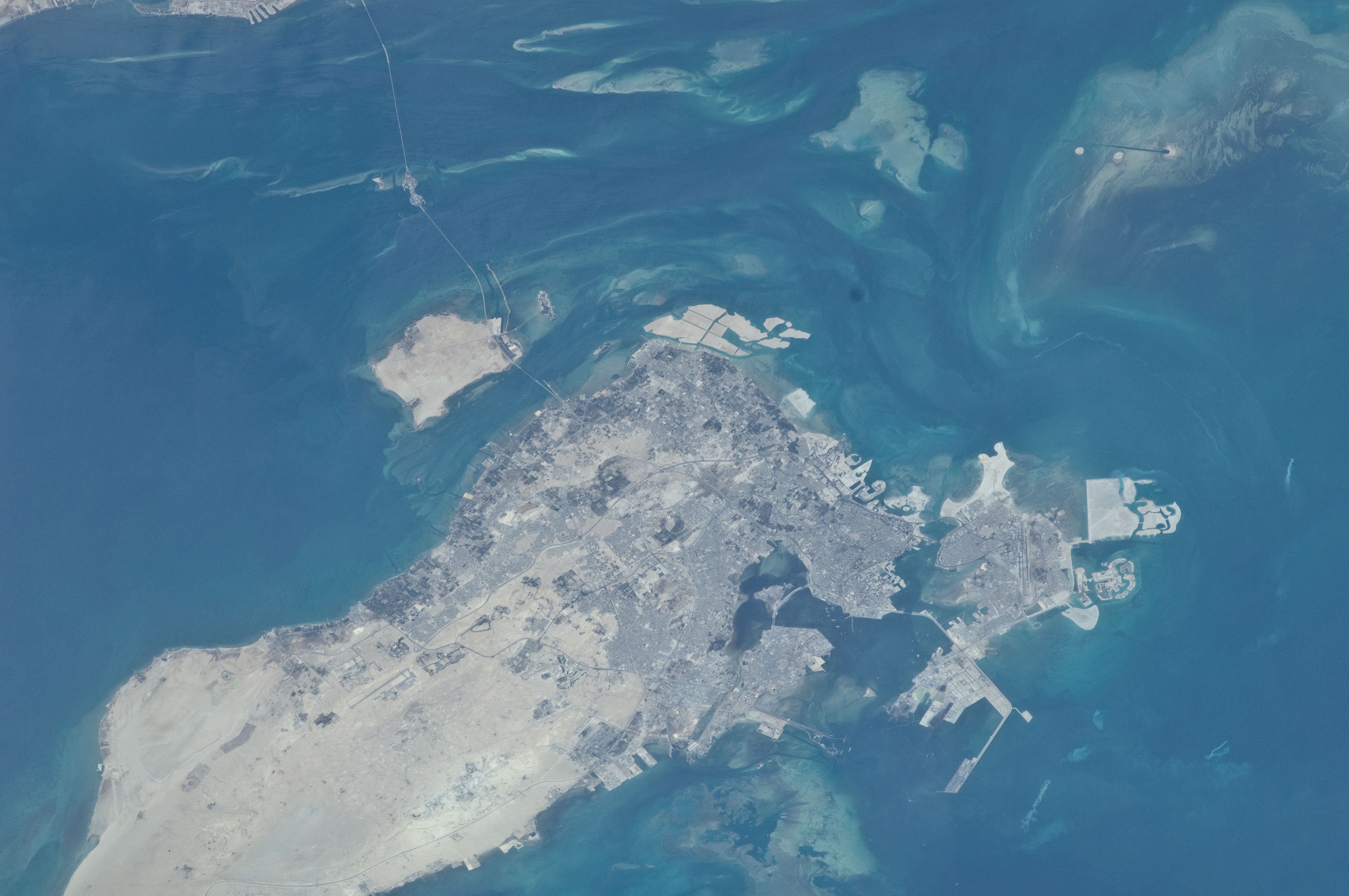
دید منامه از فضا
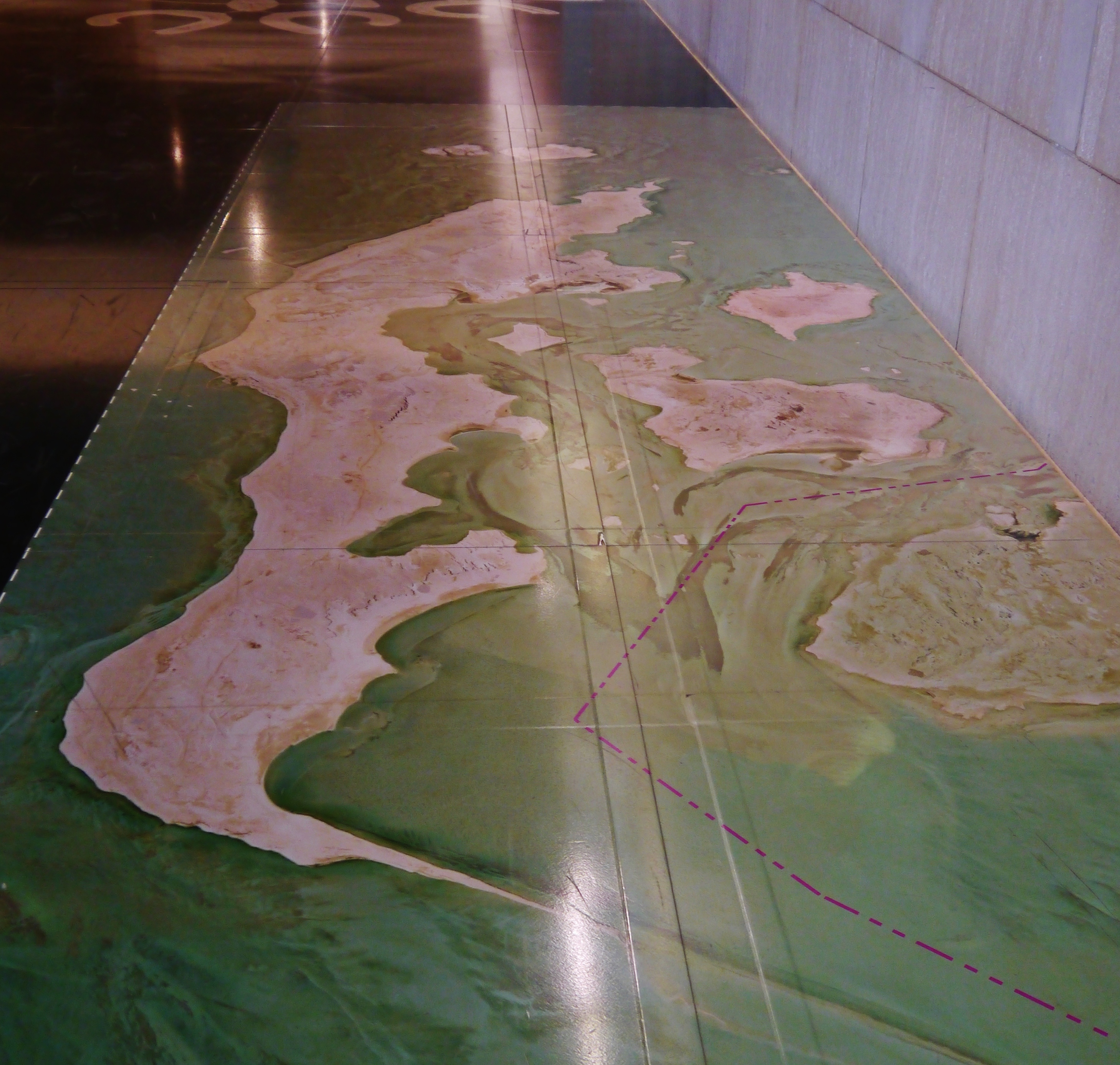
نقشه جزایر حوار در کف موزه ملی بحرین